# PrivatAir
PrivatAir era una companyia aèria suïssa amb seu a Meyrin, que operava jets de negocis així com serveis programats en nom de les principals companyies aèries. A més, l'empresa operava instal·lacions d'entrenament de la tripulació i dels pilots. PrivatAir SA era una companyia aèria registrada amb dos certificats d'operador aeri, a Suïssa i a través de la seva filial PrivatAir GmbH a Alemanya. El 5 de desembre de 2018, PrivatAir va declarar la insolvència i va cessar les seves operacions.

## Història
L'aerolínia va ser creada i va començar les seves operacions l'any 1977. L'agost de l'any 2000, PrivatAir va comprar Flight Services Group als Estats Units, passant a denominar-se l'empresa matriu PrivatAir Group. Al maig de 2003 PrivatAir i Swissport van crear la companyia PrivatPort a Ginebra. El 5 de desembre de 2018, PrivatAir va declarar la insolvència i va cessar les seves operacions.